# Kahal-Zur-Israel-Synagoge

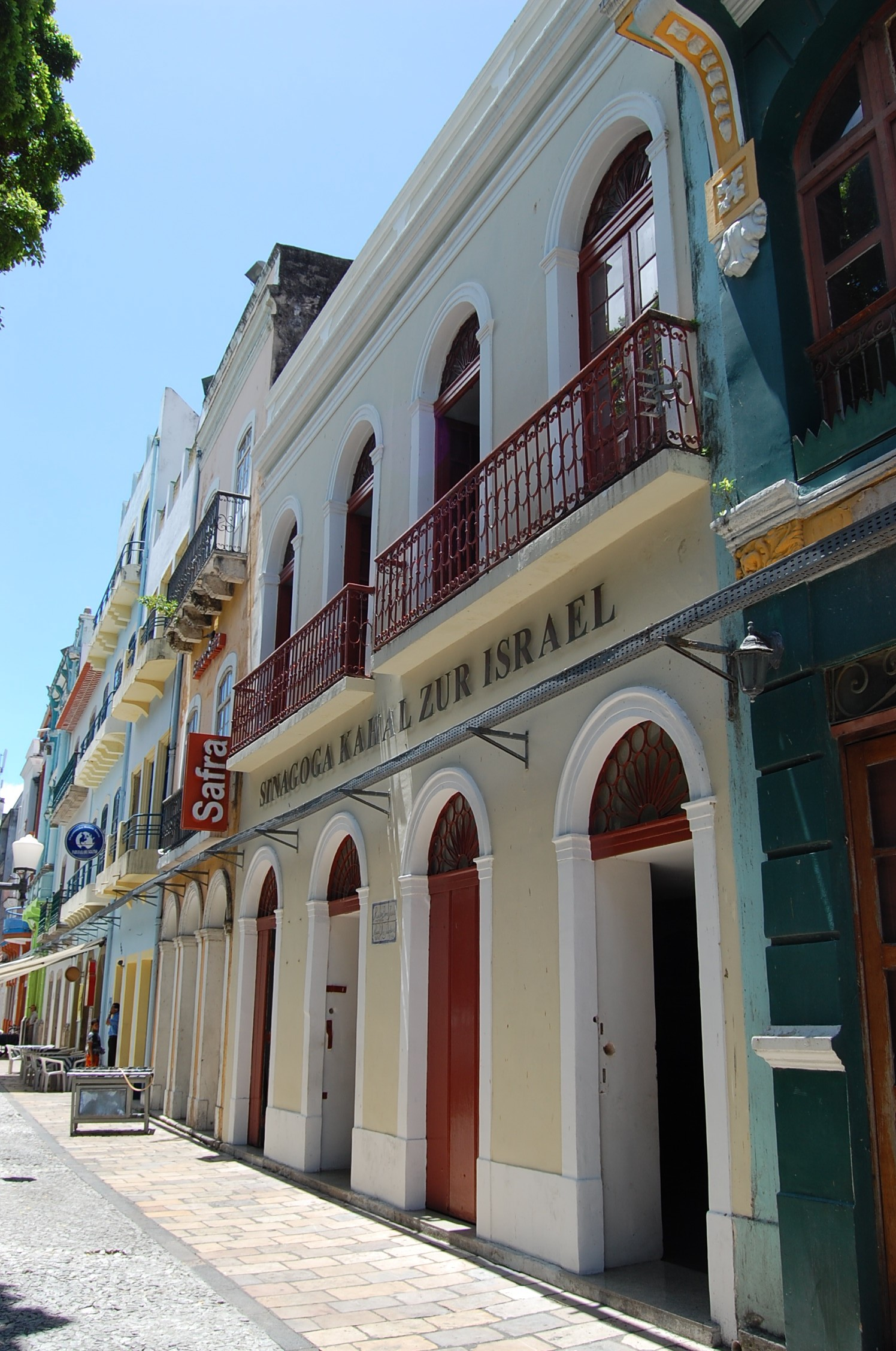
Kahal-Zur-Israel-Synagoge

Die Kahal-Zur-Israel-Synagoge (hebräisch קהל צור ישראל, dt.: ‚Fels Israels‘) befindet sich in Recife, der Hauptstadt des brasilianischen Bundesstaats Pernambuco. Sie wurde 1636 von niederländischen Juden gegründet und ist damit die älteste Synagoge in der Neuen Welt.

## Geschichte
Während der niederländischen Herrschaft über den Nordosten Brasiliens 1630–1654 wanderten zahlreiche Juden aus den Niederlanden nach Neu-Holland aus, wo der Generalgouverneur Johann Moritz Fürst von Nassau-Siegen die Religionsfreiheit ausgerufen hatte. Viele von ihnen waren Nachfahren portugiesischer Juden, die wegen Verfolgung in die Niederlande geflohen waren. Die Synagoge Kahal Zur Israel wurde 1636 in der Rua dos Judeus 203 (heute Rua do Bom Jesus) in Mauritsstad (heute Recife) gegründet. Ab 1642 war Isaac Aboab da Fonseca (1605–1693) der erste Rabbi der Synagoge. Um 1645 zählte die jüdische Gemeinde über 1.600 Mitglieder. Mit der Vertreibung der Niederländer 1654 emigrierte der Großteil der Juden in die niederländischen und englischen Kolonien in Nordamerika. Mitglieder der Kahal-Zur-Israel-Synagoge gehörten zu den Gründern von New York City. Mit dem Schwund der jüdischen Gemeinde in Recife wurde auch die Nutzung des Gebäudes als Synagoge beendet.
Das Gebäude wurde erst im 20. Jahrhundert abgerissen. 1999 wurden die Reste der Synagoge (vor allem das Ritualbad) von Archäologen ausgegraben. Seit 2001 beherbergt ein zweistöckiger Neubau ein Jüdisches Museum, welches über die Geschichte des Judentums und der Synagoge informiert. Die Synagoge wird aufgrund ihrer historischen Bedeutung von der jüdischen Bevölkerung Recifes für Hochzeiten und Bar-Mizwa-Feiern genutzt.

## Bildergalerie

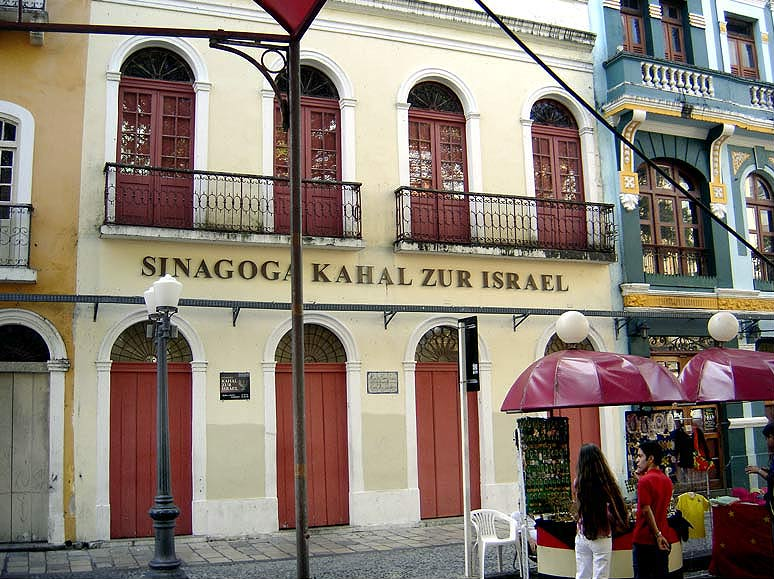
Außenansicht
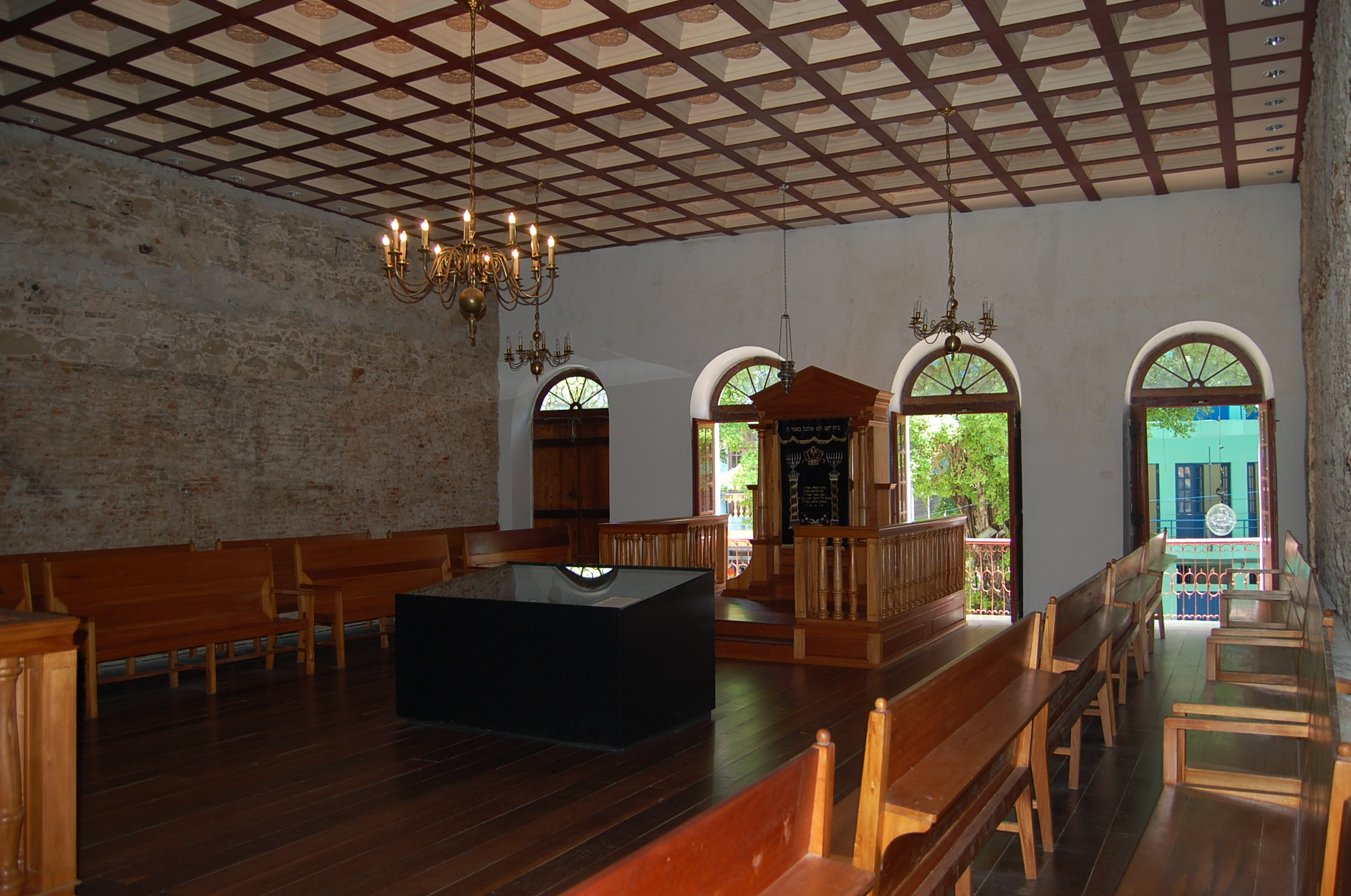
Innenansicht
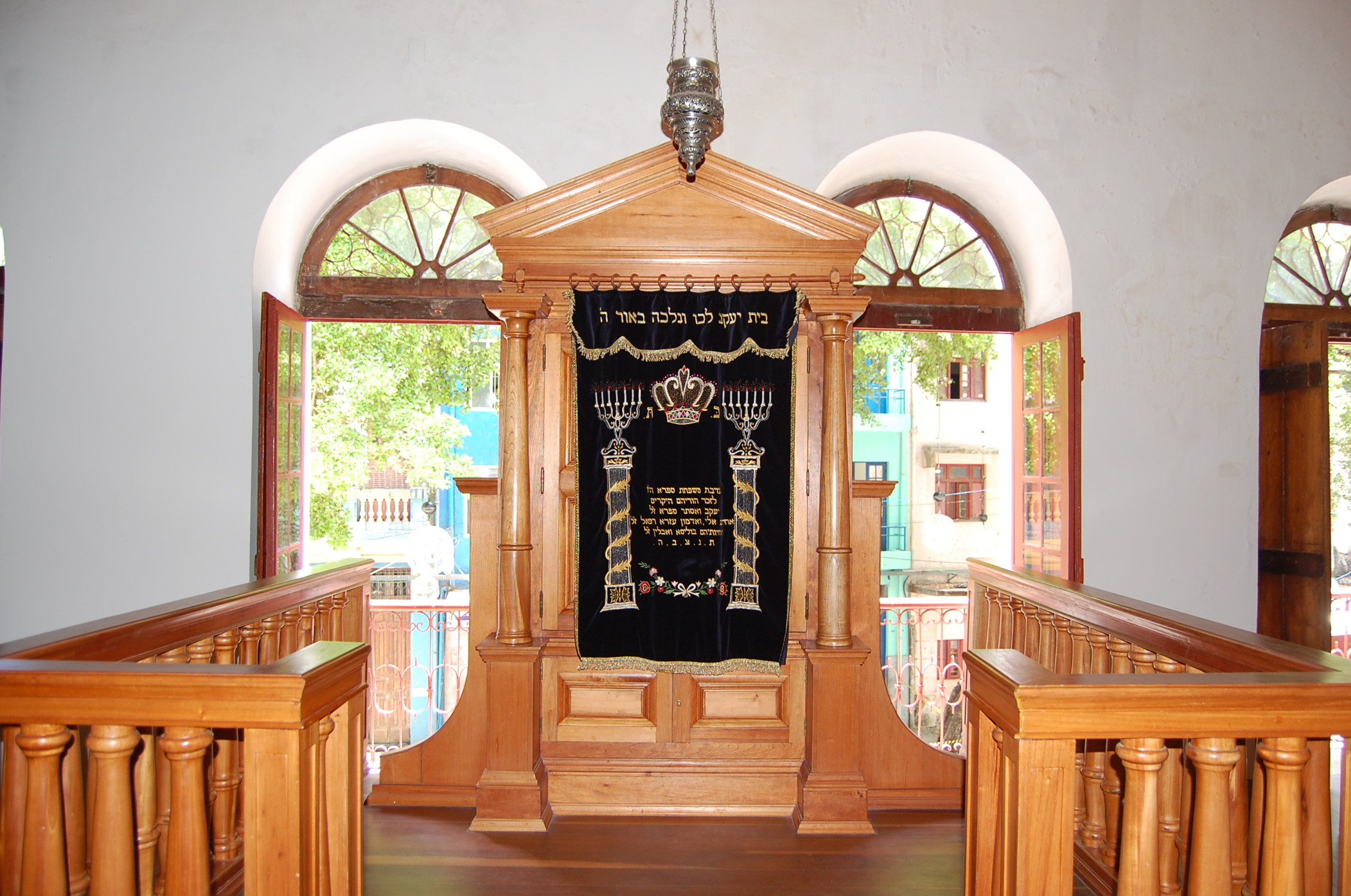
Toraschrein